# Dram
Dramul armean (în armeană Դրամ) este unitatea monetară oficială a Armeniei, de la data de 22 noiembrie 1993. Are codul ISO 4217 AMD. Dramul armean este subdivizat în 100 de luma (în armeană լումա).

## Etimologie
Cuvântul din armeană dram are semnificația „bani” și provine din cuvântul grec drachme (δραχμή).

## Rate de schimb

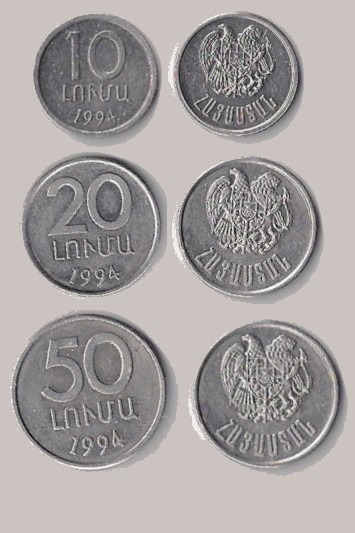
Monede cu valori nominale de 10, 20 și 50 de luma armene (avers și revers) emise în 1994.

Ratele de schimb, la data de 2 noiembrie 2012 erau:

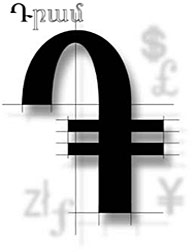
Simbolul monedei dram

- 1 USD = 405,96 AMD
- 1 EUR = 522,67 AMD
- 1 GBP = 653,47 AMD
- 1 RUB = 12,96 AMD
- 1 JPY = 5,057 AMD
- 1 GEL = 244,92 AMD

## Istorie
Dramul a fost utilizat prima oară în Armenia între anii 1199 și 1375, când circulau monede de argint cu acest nume.
În urma declarării independenței Armeniei, la 23 august 1990, tânărul stat s-a dotat cu o nouă unitate monetară care a înlocuit rubla sovietică, la 22 noiembrie 1993. Banca Centrală a Armeniei a fost însărcinată să emită primele bancnote și să bată primele monede metalice.
Dramul a suferit o puternică devalorizare de-a lungul anilor care au urmat după punerea sa în circulație.